# توریتو
توریتو (به ایتالیایی: Toritto) یک کومونه در ایتالیا است که در استان باری واقع شده‌است.

## خصوصیات
توریتو ۷۴ کیلومترمربع مساحت و ۸٬۸۱۵ نفر جمعیت دارد و ۲۳۳ متر بالاتر از سطح دریا واقع شده‌است.